# Bolivie aux Jeux olympiques d'été de 1996
L'équipe olympique de Bolivie participe aux Jeux olympiques d'été de 1996 à Atlanta. Elle n'y remporte aucune médaille. L'athlète Policarpio Calizaya est le porte-drapeau d'une délégation bolivienne comptant 8 sportifs (6 hommes et 2 femmes).